# Рей Даліо
Реймонд Даліо (англ. Ray Dalio; нар. 8 серпня 1949, Квінс, Нью-Йорк) — американський фінансист, мільярдер, засновник інвестиційної компанії Bridgewater Associates, благодійник.

## Біографія
Рей Даліо народився в італо-американській сім'ї джазового музиканта. В 12 років він за $ 300 купив акції авіакомпанії Northeast Airlines. Його перші інвестиції потроїлися після об'єднання Northeast Airlines з іншою компанією. Даліо отримав ступінь бакалавра в університеті Лонг-Айленда і ступінь магістра ділового адміністрування Гарвардської школи бізнесу.
Закінчивши навчання, Даліо працював на Нью-Йоркській фондовій біржі і торгував товарними ф'ючерсами. Пізніше він також працював на посаді Director of Commodities в компанії Dominick & Dominick. У 1974 році Даліо привів стриптизерку на з'їзд аграріїв, заплативши їй за те, щоб та роздяглася перед публікою. За цю витівку його звільнили. Залишившись без роботи, Даліо разом зі своїм другом по грі в регбі заснував в 1975 компанію Bridgewater, переманивши клієнтів свого колишнього роботодавця. Компанія в 2012 році стала найбільшим хедж-фондом у світі. Даліо торгував на біржі валютами та облігаціями, а також писав статті про економіку.
Компанія Bridgewater управляє активами пенсійних фондів, університетських ендавментів, суверенних фондів, сума активів під управлінням на 2017 рік — $160 млрд. Компанія Bridgewater випускає економічний бюлетень Daily Observations.
У квітні 2018 року статки Даліо оцінювалися в $17,4 млрд. У 2015 році він посів 18 місце в списку найвпливовіших людей світу за версією Bloomberg.
Американські медіа називають його «Стівом Джобсом від інвестування». Його книга Principles: Life & Work («Принципи: життя і робота») увійшла до списку бестселерів The New York Times. Даліо воліє звертатися до Джима Коллінза, а Джон Маккейн — єдиний кандидат в президенти США, який користувався його підтримкою.

## Особисте життя
З 1969 року він двічі в день практикує трансцендентальну медитацію, і закликає співробітників своєї компанії робити так само. В якості хобі займається дослідженням океану.
Одружений з Барбарою Даліо. Має чотирьох синів: Девон, Пол, Метью, Марк.
В квітні 2011 року Реймонд Даліо і його дружина Барбара приєдналися до Білла Гейтса і Уоррена Баффета, давши Клятву дарування, пообіцявши пожертвувати більше половини свого статку на добродійні цілі протягом життя.